# Kevin Welsh
Kevin Welsh (Trenton; 26 de octubre de 1953) es un exdelantero de fútbol estadounidense.

## Trayectoria
En 1975, el Hartford Bicentennials de la North American Soccer League lo seleccionó en la primera ronda del draft. Luego se mudó a Escocia donde jugó para el Ayr United.
Regresó a los Estados Unidos para la temporada de 1977 y jugó para los New Jersey Americans de la American Soccer League. Terminó su carrera con el Philadelphia Fever en la Major Indoor Soccer League.

## Selección nacional
Jugó su único partido con la selección nacional de Estados Unidos en la derrota por 4-0 ante Polonia el 24 de junio de 1975. Reemplazó a Doug Wark en el minuto 84.

## Clubes
| Club                   | País           | Año       |
| ---------------------- | -------------- | --------- |
| Hartford Bicentennials | Estados Unidos | 1975-1976 |
| Ayr United             | Escocia        | 1976-1977 |
| New Jersey Americans   | Estados Unidos | 1977      |
| New England Tea Men    | Estados Unidos | 1978-1981 |
| Philadelphia Fever     | Estados Unidos | 1981-1982 |

## Palmarés

### Títulos nacionales
| Título                 | Equipo               | País           | Año  |
| ---------------------- | -------------------- | -------------- | ---- |
| American Soccer League | New Jersey Americans | Estados Unidos | 1977 |